# 李平 (福島市)
李平（すももだいら）は、福島県福島市の大字である。郵便番号は960-0252。

## 地理
福島市西部の吾妻地域に属し、地区北西部に位置する。北で大笹生と、南で町庭坂と、南西で耶麻郡猪苗代町若宮と、北西で山形県米沢市大沢、板谷とそれぞれ隣接する。概ね市町村制施行以前の旧信夫郡李平村域にあたる。福島盆地北西部、吾妻連峰東側の山中であり専ら森林が広がる。板谷街道の宿場として栄えたが、天保の凶作、明治の大火、奥羽本線や万世大路（現在の国道13号）の開通による人流の変化により宿場町としての使命を失い、住民の流出が続き廃村となったため、当地域の定住人口はいない。大火後に住民が移転したイラ窪集落も1980年代に廃村となり、最寄り駅である赤岩駅も通年通過駅となった後に廃止された。林道高津森線に沿い宿場跡を示す標柱や石碑が並ぶ。上町に所在する福島警察署及び上野寺に所在する福島消防署西出張所がそれぞれ管轄にあたる。

## 山
- 高津森山
- 家形山

## 河川・湖沼
- 松川
- 天戸川

### 主な字
- 南裏
- 北浦
- 岩下
- 沼尻
- 段ノ前
- 七石
- 井戸上
- 産ケ沢
- 釣井
- 肱曲
- 長峰
- 与蔵田
- 井戸尻
- 横手下
- 万助
- イラ窪
- 高津森
- 手代森
- 八森沢
- 沼ノ平

- 古道
- 滝ノ上
- 沼前
- 馬転
- 下仁田
- 春木場
- 葭谷地
- 惣八郎
- 惣八郎沢
- 蛇鳴沢
- 蜂森
- 赤坂
- 黒坊坂
- 水上
- 大久保
- 大荷転
- 仁田
- 儘根
- 釜沢

- 大沢
- 浅原
- 湯ノ平
- 大森
- 東谷地
- 上仁田
- 細木立
- 大根森
- 釜場
- 大焼
- 家形
- 三ツ俣
- 独活尻
- 埃小屋
- 沢小屋

## 歴史
- 1889年（明治22年）4月1日 - 町村制の施行により信夫郡庭坂村が発足。旧李平村域は庭坂村の大字となる。
- 1954年（昭和29年）3月31日 - 庭坂村が合併により大庭村となり、大庭村の大字となる。
- 1956年（昭和31年）9月30日 - 大庭村が合併により吾妻村となり、吾妻村の大字となる。（1962年（昭和37年）11月1日に町制施行し吾妻町となる。）
- 1968年（昭和43年）10月1日 - 吾妻町が福島市に編入され、福島市の大字となる。

## 世帯数と人口
2022年（令和4年）6月30日現在の世帯数と人口は以下の通りである。
| 大字 | 世帯数 | 人口 |
| ---- | ------ | ---- |
| 李平 | 0世帯  | 0人  |

## 小・中学校の学区
市立小・中学校に通う場合、学区は以下の通りとなる。
| 番地 | 小学校             | 中学校             |
| ---- | ------------------ | ------------------ |
| 全域 | 福島市立庭坂小学校 | 福島市立吾妻中学校 |

## 交通

### 鉄道
- JR奥羽本線

最寄り駅はイラ窪集落の松川対岸である大笹生に位置する赤岩駅であったが、2021年に廃止された。

### 道路
- 福島市道黄金坂線
- 福島市道古道赤岩線

いずれも舗装されておらず、落石等で一般車両の通行は難しい。

## 施設
- 李平宿跡
- イラ窪集落跡